# Șirna, Prahova
Șirna este satul de reședință al comunei cu același nume din județul Prahova, Muntenia, România.
Așezarea este atestată documentar în anul 1535.  Din 1872 era menționat ca fiind sat reședință al comunei cu același nume, ce făcea parte din plasa Târgșor și avea în componență  și satul Varnița. În perioada interbelică, Șirna devenea sat aparținător de comuna Tăriceni.